# Omero Andreani
Omero Andreani (Terni, 14 settembre 1935 – 12 novembre 2022) è stato un allenatore di calcio e calciatore italiano, di ruolo attaccante.

## Caratteristiche tecniche
Era un attaccante abbastanza minuto fisicamente ma dotato di un buon tiro, anche dalla lunga distanza

## Carriera

### Giocatore
Dopo aver giocato a livello giovanile nella Ettore Angeli Terni, nella stagione 1955-1956 ha vestito la maglia del Calangianus in IV Serie; è rimasto nel club sardo fino al termine della stagione 1957-1958.
Ha giocato per cinque stagioni tra loro non consecutive nella Ternana in IV Serie, per un totale di 124 presenze e 19 reti con la maglia rossoverde. Nella stagione 1963-1964 le Fere hanno vinto il campionato, centrando quindi la promozione in Serie C. Ha inoltre disputato 11 partite in Serie C nella stagione 1961-1962 con la maglia del Marsala, per poi giocare per un ulteriore biennio nella Ternana, club con il quale in carriera ha totalizzato complessivamente 119 presenze e 19 reti fra tutte le competizioni ufficiali.

### Allenatore
Subito dopo il ritiro ha allenato per una stagione gli umbri del Torgiano; è poi tornato alla Ternana per allenare la Primavera delle Fere. Dal 1971 al 1973 ha lavorato invece come allenatore in seconda di Corrado Viciani, partecipando così alla prima storica promozione in Serie A della Ternana.
Nella stagione 1974-1975 ha allenato la Primavera della Ternana, allenando anche l'allora sedicenne Serse Cosmi, che l'ha considerato anche a distanza di anni come modello di allenatore da seguire.
Nella stagione 1975-1976 ha inoltre allenato in Serie B la Ternana, per un'unica partita (la sconfitta per 2-0 sul campo del Vicenza del 9 novembre 1975), salvo poi riprendere il suo ruolo di allenatore nel settore giovanile già dalla settimana successiva. L'anno seguente è subentrato a Cesare Maldini sulla panchina rossoverde nelle ultime 3 partite della stagione, nelle quali, pur avendo 5 punti di distacco dal Catania, grazie anche ad una vittoria al Cibali all'ultima giornata ha evitato la retrocessione in Serie C alla sua squadra, sopravanzando di un punto nella classifica finale proprio la formazione siciliana; anche nella stagione 1979-1980, dopo aver iniziato la stagione come vice di Renzo Ulivieri, nel finale di stagione assume la guida della prima squadra, senza però riuscire ad evitarne la retrocessione in Serie C1 dopo un decennio trascorso interamente nelle prime due serie del calcio italiano; nella stessa stagione la Ternana partecipa anche alle semifinali di Coppa Italia per la prima volta nella sua storia. Nella stagione 1980-1981 è stato riconfermato alla guida della prima squadra della Ternana, venendo però sostituito a campionato in corso da Salvatore Antenucci, in seguito a sua volta esonerato e sostituito da Gian Piero Ghio. Nella stagione 1981-1982 ha allenato il Casale, piazzandosi al dodicesimo posto in classifica in Serie C2; è stato riconfermato sulla panchina della squadra nerostellata anche per la stagione 1982-1983, nella quale si è piazzato al quarto posto in classifica nel campionato di Serie C2; allena la formazione piemontese anche durante la stagione 1983-1984, che si conclude con una retrocessione in Interregionale. Dal 1984 al 1986 ha poi allenato l'Almas Roma, nel Campionato Interregionale, ottenendo un 9º ed un 4º posto in classifica. Nella stagione 1991-1992 ha invece allenato la Narnese, nel Campionato Interregionale, venendo esonerato dopo 11 giornate. In seguito ha lavorato come osservatore e come allenatore addetto all'insegnamento della tecnica di base nel settore giovanile della squadra umbra, assumendo nella seconda parte della stagione 2008-2009 anche il ruolo di allenatore degli Allievi Nazionali in sostituzione di Massimo D'Urso, nel frattempo promosso al ruolo di vice di Gabriele Baldassarri in prima squadra. L'anno seguente, in attesa del tesseramento del nuovo tecnico Fernando Orsi, ha guidato per una partita la prima squadra, ottenendo un successo per 3-0 contro il Fondi nella Coppa Italia di Lega Pro. Già dalla settimana successiva ha ripreso a lavorare con il duplice ruolo di osservatore e responsabile del settore giovanile, che ha mantenuto fino al termine della stagione 2015-2016, quando all'età di 81 anni, e dopo quasi 40 anni alla Ternana in veste di giocatore, allenatore o dirigente abbandona definitivamente il mondo del calcio.
Parallelamente all'attività di allenatore, ha lavorato durante il periodo estivo in numerose scuole calcio in Umbria.

## Palmarès

### Giocatore

#### Competizioni nazionali
- Serie D: 1

Ternana: 1963-1964